# 9/11-monument
55°41′20.82″N 12°34′27.71″Ø / 55.6891167°N 12.5743639°Ø
9/11 monumentet var et monument, der var placeret i København på hjørnet af Sølvgade og Øster Farimagsgade, til minde om angrebet på World Trade Center 11. september 2001.
Monumentet er opsat af en anonym kunstner og kan dermed karakteriseres som et eksempel på street art.
Monumentet er blevet fjernet af Københavns Kommune.